# ゾーイ・ルーカス
ゾーイ・ルーカス（Zoe Lucas）のリングネームで知られるレベッカ・ルーカス（Rebecca Lucas、1992年5月2日 - ）は、イギリスの女子プロレスラー。イングランド・ポーツマス出身。

## 来歴
2015年にイングランドの団体でデビュー。
2017年2月にスターダムに参戦のため初来日。2018年5月に2度目の来日。
2019年6月に3度目の来日。STARSに合流するが、初戦で木村花率いるTOKYO CYBER SQUADに寝返った。
7月15日の名古屋大会において、岩谷麻優&鹿島沙希&中野たむが保持するアーティスト・オブ・スターダム王座に挑戦（パートナーは木村花・ボビー・タイラー）したが、惜しくも王座獲得はならなかった。
2019年現在、日本のスターダム、イギリスのRPW、プロレスリングEVE、アメリカのRISE Wrestling、SHIMMERなどに参戦している。

## 得意技
ルーカス・ランドスライド

## 獲得タイトル
RPW
- 英国女子王座（第3代）

RISE
- Phoenix of RISE王座（第7代）

Ironfist Wrestling
- Ironfist女子王座